# Зайлер, Макс
Макс Зайлер (нем. Max Sailer; 20 декабря 1882, Эсслинген-на-Неккаре, Штутгарт — 5 февраля 1964, Эсслинген-на-Неккаре, Баден-Вюртемберг) — немецкий инженер и автомобильный гонщик, выступавший за команду «Mercedes». Победитель гонки Targa Florio 1921 года (в классе серийных автомобилей) и участник множества иных спортивных соревнований. Технической директор компании Daimler-Motoren-Gesellschaft в 1930—1940-х годах.

## Биография

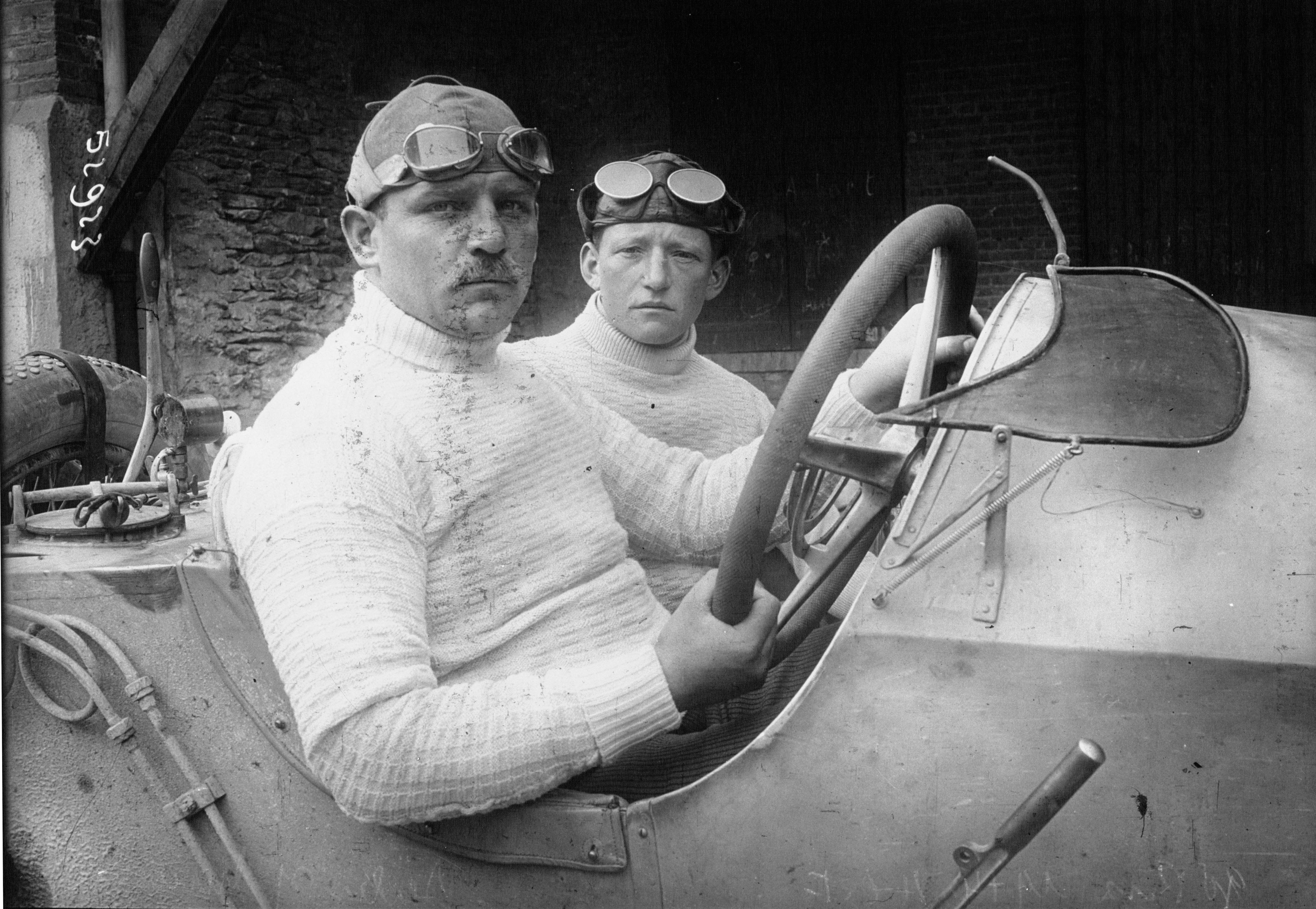
Макс Зайлер на Гран-при Франции 1914 года

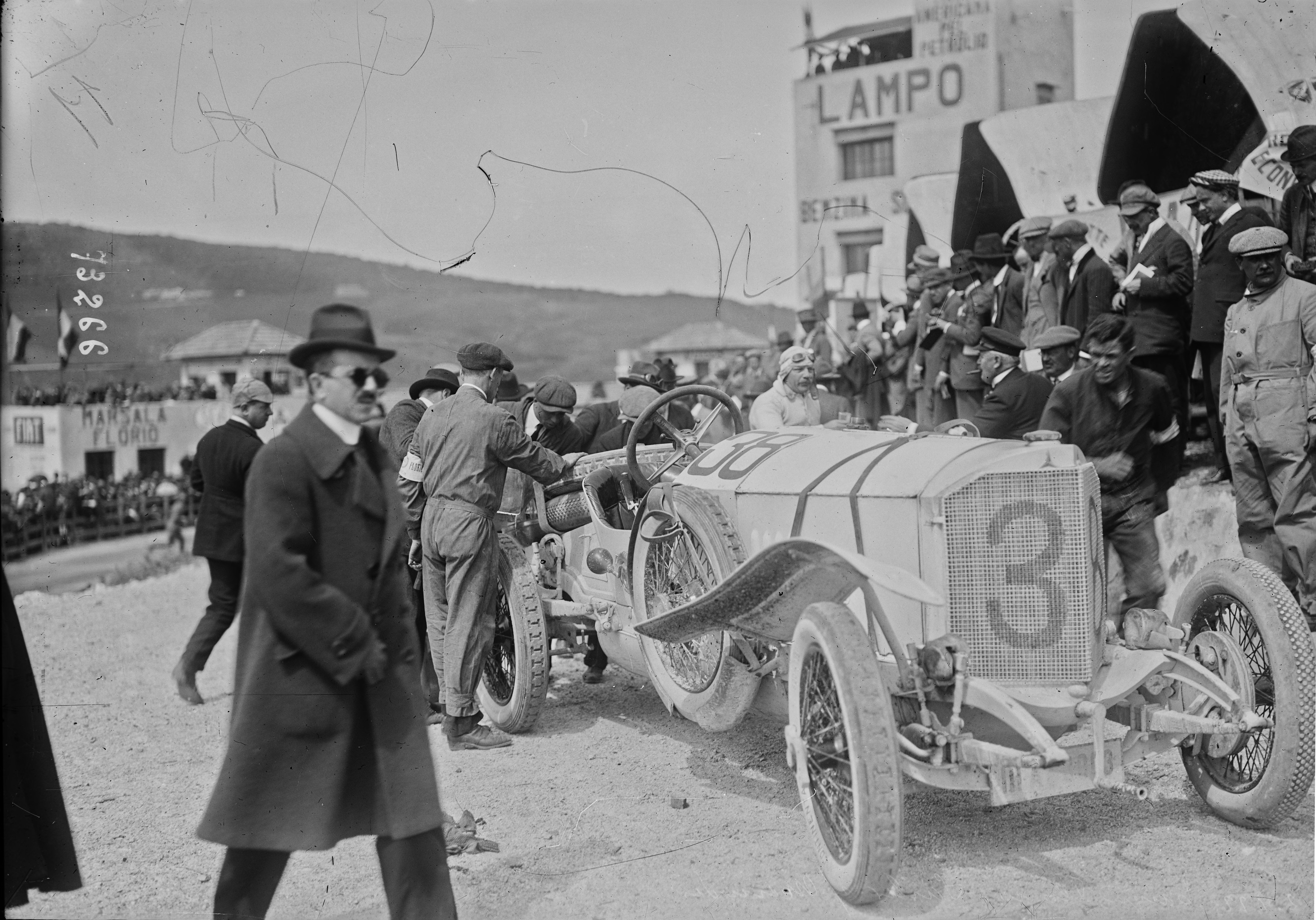
Макс Зайлер и его автомобиль на гонке Targa Florio 1922 года

Макс Зайлер родился 20 декабря 1882 года в немецком городе Эсслинген. 26 ноября 1902 года он поступил на работу в качестве инженера на завод фирмы Daimler-Motoren-Gesellschaft, где работал в исследовательском отделе. В июле 1905 года он переехал на завод в Айзенахе, где он работал в течение пяти лет. 1 октября 1910 года он снова вернулся на работу в DMG.
Начиная с 1914 года Зайлер стал членом знаменитой автогоночной команды «Mercedes». Уже в гонке за Гран-при Франции в том же году он провёл более двух часов. В конце перв круга он лидировал, а в четвёртом раунде установил новый рекорд. Зайлер увеличил разрыв во времени до почти трёх минут, но примерно через два часа гонок у его автомобиля (№ 14) произошёл отказ двигателя, в связи с чем он заглох на 6-м круге из-за сломавшейся поддерживающей стойки.
После Первой мировой войны, в 1921 году Макс Зайлер на автомобиле Mercedes 28/95 PS, оборудованном компрессором, взял на гонке за кубок и памятную табличку графа Флорио в Сицилии второе место в общем зачёте и первое место в классе серийных автомобилей. Через год в той же гонке он занял шестое место вместе с Карлом Зайлером и стал лучшим иностранным экипажем.
В 1923 году команда «Mercedes» впервые приняла участие в знаменитой гонке 500 миль Индианаполиса, которая состоялась 30 мая в США. До этого события на состязаниях ни разу не участвовали автомобили с компрессорами. Макс закончил гонку, заняв восьмое место. Его товарищи по команде, Кристиан Вернер и Кристиан Фридрих Лаутеншлагер, заняли одиннадцатое и двадцать третье места соответственно.
Сезон Гран-при 1924 года стал последним в активной гоночной карьера Зайлера. Во время проведения соревнований гонщик был устранён после столкновения.
В середине тридцатых годов Макс Зайлер покинул гоночное отделение и перешёл в Штутгартскую штаб квартиру концерна Daimler-Benz AG. В ноябре 1934 года он был назначен на должность технического директора компании, заняв место покойного Ханса Нибеля. До 1942 года он руководил проектированием и разработкой транспортных средств, в том числе и гоночных моделей. Зайлер работал над улучшением W25C и созданием легендарного автомобиля W170 и двигателя M136. Под его руководством также был разработан Mercedes-Benz 260 D — первый в мире легковой автомобиль с дизельным двигателем. В 1941 году должность технического директора занял Фриц Наллингер, а через год Макс ушёл на пенсию.
5 февраля 1964 года Макс Зайлер скончался в своём родном городе Эслингене от эмболии в возрасте 81 года.